# Hanns Christian Hopf
Hanns Christian Hopf (* 1934 in Hamburg; † 13. September 2013 in Mainz) war ein deutscher Neurologe und Hochschullehrer.

## Leben und Wirken
Hopf begann sein Studium der Humanmedizin in Freiburg im Breisgau und schloss es 1959 in Hamburg mit der Promotion über das C-reaktive Protein (CRP) im Liquor bei Helmut Bauer ab. Seine Medizinalassistentenzeit verbrachte er u.  a. in der Neurologischen Universitätsklinik in Bern. 1961 wurde er Assistent in der Neurologischen Universitätsklinik Würzburg bei Georg Schaltenbrand. Dort habilitierte er sich bereits 1965 mit der Arbeit Acrodermatitis Chronica Atrophicans (Herxheimer) und Nervensystem – eine Analyse klinischer, physiologischer, histologischer und elektromyographischer Befunde. Seine Forschungen über neurologische Folgen von Borrelieninfektionen fasste er 1966 in einer Monografie zusammen. 1969 wurde er Oberarzt in der Neurologischen Universitätsklinik Göttingen bei Helmut Bauer. Zum 1. Januar 1976 erfolgte die Berufung auf den Lehrstuhl für Neurologie der Johannes-Gutenberg-Universität Mainz, wo er bis zu seiner Emeritierung 2001 Direktor der Neurologischen Klinik war.
Schon früh führte ihn seine Forschungstätigkeit mit neurophysiologischem Schwerpunkt ins Ausland zu führenden Fachvertretern. Zahlreiche Originalarbeiten und ein erstes Lehrbuch der Elektromyografie in deutscher Sprache, zusammen mit Albrecht Struppler 1976 publiziert, waren das Ergebnis. Später kam noch ein EMG-Atlas hinzu, den er 1996 zusammen mit Reinhard Dengler und Rolf Röder herausgab. Auch mit der Untersuchung peripherer Nerven beschäftigte er sich intensiv und entdeckte eine Technik zu Bestimmung des Leistungsspektrums motorischer Nerven, die als „Hopf’s Technique“ in die Literatur Eingang gefunden hat. Auch in der Erforschung der Muskelphysiologie leistete er Pionierarbeit. Weiteres Forschungsgebiet war die Architektonik des Hirnstamms. 1964 veröffentlichte er in der Zeitschrift Nature eine erste Arbeit über den Trigeminusreflex bei Kleinkindern. In der Folgezeit entstanden zahlreiche Publikationen über die Hirnstammreflexe. Zusammen mit Louis Caplan publizierte er 1992 das Buch Brainstem, Localisation and Function.
1974 gründete Hopf zusammen mit Albert Bischoff und Hans Schliack die Zeitschrift Aktuelle Neurologie. Ab 1981 erschien, später in Herausgeberschaft mit Klaus Poeck und Hans Schliack, das mehrfach ausgelegte mehrbändige Werk Neurologie in Praxis und Klinik.
Hanns Christian Hopf war mit einer Ärztin verheiratet. Aus der Ehe gingen drei Kinder hervor.

## Ehrungen
- 1973/74 und 1998/99 war er Präsident der Deutschen EEG-Gesellschaft, der heutigen DGKN und über viele Jahre Vorstandsmitglied
- 1976 Hans-Berger-Preis
- 2001–2003 Präsident der „Brain-Stem Society“
- 2004 Ehrung mit der Max-Nonne-Gedenkmünze[4]

## Veröffentlichungen (Auswahl)
- Acrodermatitis Chronica Atrophicans (Herxheimer) und Nervensystem. Eine Analyse klinischer, physiologischer, histologischer und elektromyographischer Befunde. Springer, Berlin/Heidelberg/New York 1966, ISBN 978-3-642-85493-4.
- Hans Schliack, Hanns Christian Hopf (Hrsg.): Diagnostik in der Neurologie. Thieme, Stuttgart/New York 1988, ISBN 3-13-708101-7.
- Hanns Christian Hopf (Hrsg.): Elektromyographie-Atlas. Thieme, Stuttgart/New York 1996, ISBN 3-13-102221-3.
- Hanns Christian Hopf (Hrsg.): Neurologie in Praxis und Klinik. Band 1. Thieme, Stuttgart/New York 1983, ISBN 3-13-597801-X.
- Hanns Christian Hopf (Hrsg.): Neurologie in Praxis und Klinik. Band 2. Thieme, Stuttgart/New York 1981, ISBN 3-13-597901-6.
- Hanns Christian Hopf (Hrsg.): Neurologie in Praxis und Klinik. Band 3. Thieme, Stuttgart/New York 1986, ISBN 3-13-598001-4.
- Hanns Christian Hopf (Hrsg.): Erkrankungen der Hirnnerven. Thieme, Stuttgart/New York 2006, ISBN 978-3-13-140111-3.